# 诺萨克-丰塔讷
诺萨克-丰塔讷（法語：Naussac-Fontanes，法語發音：[nosak fɔ̃tan]）是法国洛泽尔省的一个市镇，属于芒德区。该市镇于2016年由原市镇丰塔讷和诺萨克合并而成。

## 地理
诺萨克-丰塔讷（44°43'41.0"N, 3°50'22.0"E）面积24.8 平方千米，位于法国奧克西塔尼大區洛泽尔省，该省份为法国南部内陆省份，北起上盧瓦爾省和康塔爾省，西接阿韦龙省，南至加尔省，东临阿尔代什省。
与诺萨克-丰塔讷接壤的市镇（或旧市镇、城区）包括：普拉代勒、罗雷、圣艾蒂安迪维冈、欧鲁、沙斯塔涅、朗戈涅、罗克勒、圣博内-拉瓦勒。
诺萨克-丰塔讷的时区为UTC+01:00、UTC+02:00（夏令时）。

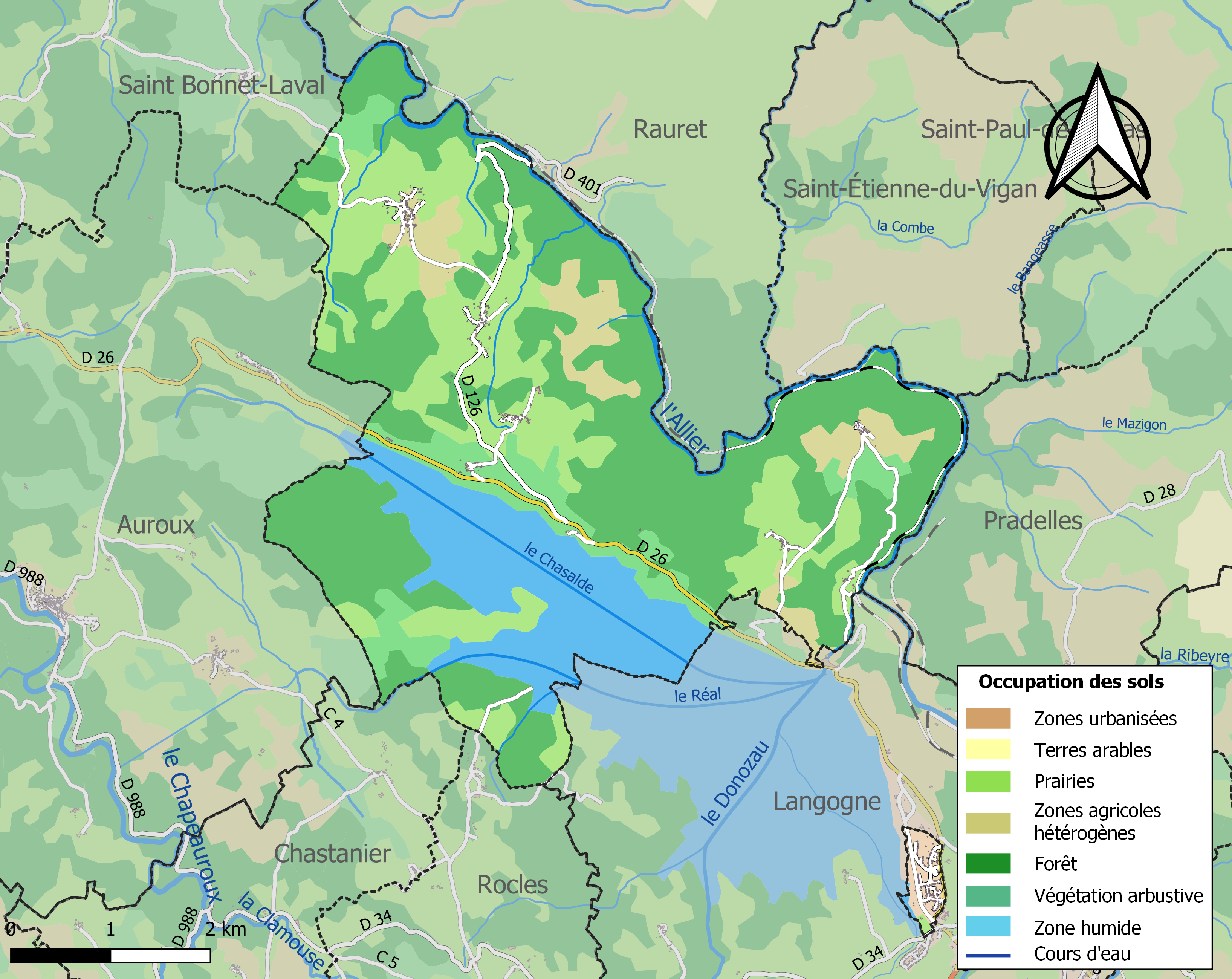
诺萨克-丰塔讷的OSM定位图

## 行政
诺萨克-丰塔讷的邮政编码为48300，INSEE市镇编码为48105。

## 政治
诺萨克-丰塔讷所属的省级选区为朗戈涅县。

## 人口
诺萨克-丰塔讷于2022年1月1日时的人口数量为368人。